# 巨铠船蛆
巨铠蛀船蛤（学名：Teredo megotara），又名巨铠船蛆，是海螂目蛀船蛤科蛀船蛤属的一种。主要分布于南海、中国大陆，常出现在木材建筑物上。